# Alkalicko-křemičitá reakce
Alkalicko-křemičitá reakce (anglicky Alkali–silica reaction, ASR, AKR) je dlouhodobá chemická reakce, která vede k porušení struktury a materiálových vlastností betonu. Jedná se o jeden z druhů alkalické reakce kameniva (ARK, AAR). Představuje reakci, během které se ve vysoce zásaditém prostředí cementové pasty rozpouštějí reaktivní formy oxidu křemičitého (SiO2) obsažené v kamenivu za tvorby bobtnajícího alkalického gelu a ta vede k porušení struktury betonu. Častým řešením těchto problémů může být i demolice stavby. Alkalicko-křemičitá reakce ovlivňuje zejména dopravní stavby, ty jsou totiž vystaveny stálému působení vody, vlhkosti a v zimním období také chemických rozmrazovacích látek (CHRL).

## Historie
Alkalicko-křemičitou reakci poprvé pozoroval v 30. letech 20. století a následně popsal v roce 1940 Thomas E. Stanton ze California State Highway Division, která spravovala dálnice v Kalifornii. Poruchy betonových konstrukcí byly způsobeny alkáliemi obsaženými v cementu a použitím vulkanických skel v kamenivu. Až do 60. let se mělo za to, že je ASR problémem především ve Spojených státech, nicméně po zjištění mnohých případů i v Evropě a Japonsku se pokládá ASR za celosvětový problém. Od roku 1974 se pravidelně koná International conference on alkali-aggregate reaction (ICAAR) – Mezinárodní konference o alkalické reakci kameniva.
V Česku byly první případy řešeny až v 90. letech – zejména na betonových železničních pražcích a cementobetonových krytech dálnic (D11).

## Popis reakce
Pro vznik reakce je nutná přítomnost tří složek: alkálií, vody a reaktivní siliky (nejčastěji v podobně amorfního křemíku). Voda je v betonu přítomna prakticky vždy, alkálie pocházejí buď z cementu nebo často se do betonu dostávají z vnějšího prostředí – například jako chlorid sodný – NaCl (posypová sůl). Amorfní křemík je součástí některých druhů kameniv (viz dále). 
Průběh je následující – nejdříve dojde k rozpouštění reaktivní siliky (S*) ve vysoce alkalickém prostředí cementové pasty – pH dosahuje hodnot 11–13. Silika reaguje s alkáliemi a vznikají alkalicko-křemičité gely, které s vlhkostí zvyšují objem. Produkty ASR trhají reaktivní zrna kameniva, dochází ke vzniku trhlin, které se dále rozšiřují kvůli překročení tahové pevnosti betonu – v trhlinách může tah dosahovat až 10 MPa.
Reakce může být zapsána např. takto:
2 NaOH + H4SiO4 → Na2H2SiO4·2H2O
K reakci začíná logicky docházet v nejvlhčích částech konstrukce.

### Reaktivita kameniva
Kamenivo lze rozdělit podle reaktivity:
- střední reaktivita
  - melafyr, pararula, ortorula, rohovec
- vysoká reaktivita
  - ryolit, porfyr, porfyrit, sopečné sklo, sopečný tuf, droba, rohovec, metadroba, křemenec, buližník

Písky a štěrkopísky mohou mít naprosto rozdílnou reaktivitu v závislosti na oblasti výskytu.

## Projevy reakce

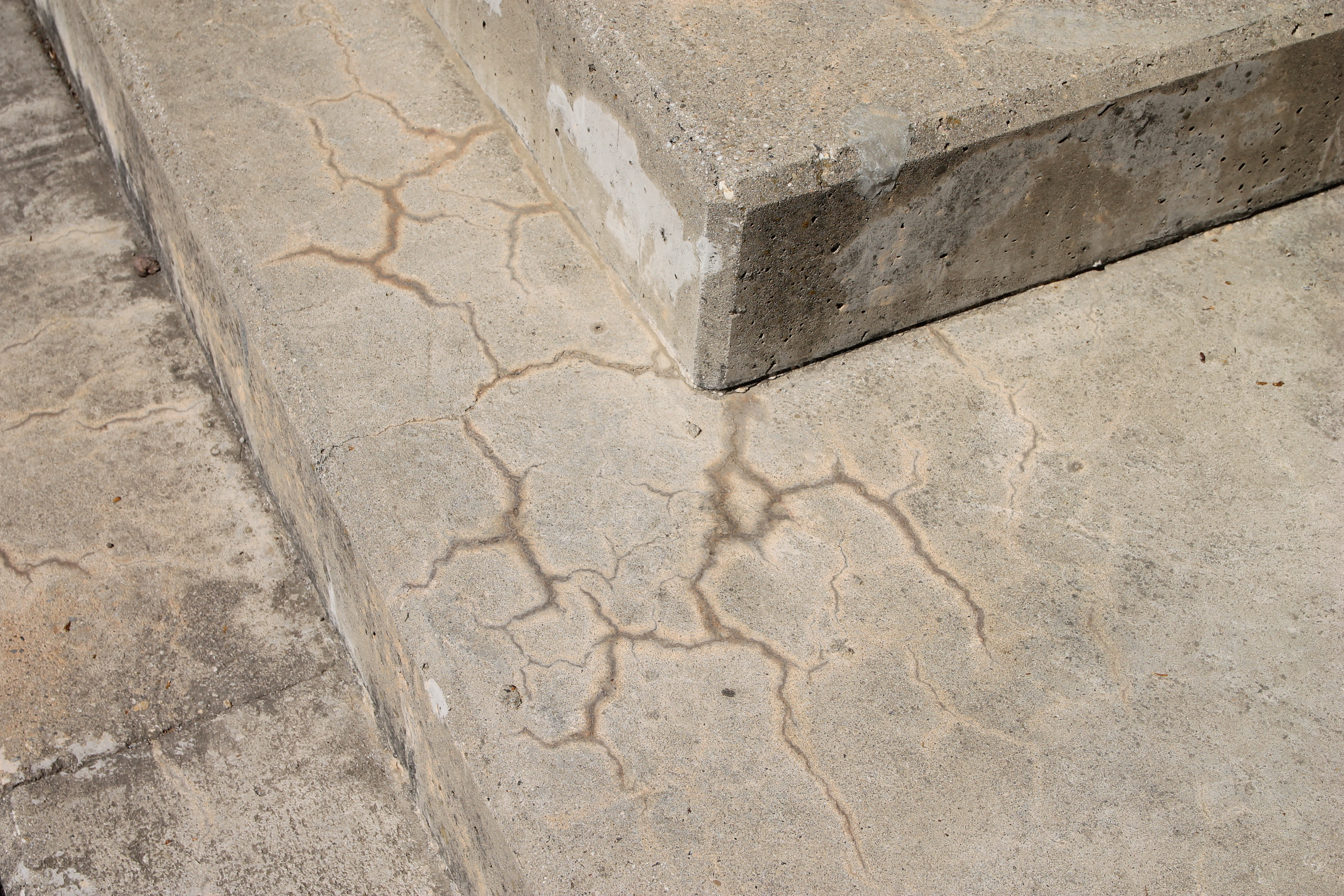
Síť trhlin typická pro ASR

Reakce se začíná projevovat po 10 a více letech. Nejzřetelnějším projevem je systém trhlin – podélné trhliny (ve směru hlavních napětí) jsou navzájem protkány sítí drobnějších nepravidelných trhlinek („krokodýlí kůže“). Trhliny vznikají obvykle v reaktivních zrnech kameniva a následně se šíří betonem, který se rozpadá. Z trhlin může prýštit nažloutle zbarvený gel a na povrchu betonu se tvoří výkvěty CaCO3 a alkalicko-křemičitého gelu. V pokročilejších stádiích může dojít i k odlupování částí konstrukce, odprýskávání povrchu a posunům konstrukčních prvků.
Reaguje prakticky každý křemen, ale u krystalických forem křemene je reakce tak pomalá, že obvykle přesahuje běžnou dobu životnosti stavby. Obecně může být reakce mrychlá (v řádu několika let), ale i velmi pomalá (desetiletí).

## Zkoušení
Nejdůležitější pro vyloučení alkalické reaktivity kameniva je detailní geologicko-petrografický rozbor ložisek kameniva. Dále se vzorky kameniva testují na zkušebních betonových tělesech dilatometrickou zkouškou, kdy se sleduje rozpínání těles. Malé rozpínání je vyhodnoceno jako bezpečné, americká norma ASTM 1260 C94 a česká TP 137 uvádějí hranice pro stanovení bezpečnosti kameniva:
- relativní expanze do 0,1 % – kamenivo je neškodné
- relativní expanze nad 0,2 % – kamenivo je nebezpečné

Přítomnost alkalicko-křemičitého gelu může být také vyšetřena uranyl-acetátovou metodou – postižené plochy po kontaktu s uranyl-acetátem zeleně světélkují.

## Opatření
Opatření můžeme rozdělit na ty, kterými se snažíme ASR zamezit ještě před dobou výstavby a na ty, které omezují dopad reakce po jejím vzniku.
Během výstavby:
- správný výběr kameniva
- použití směsných cementů
- použití nízkoalkalických cementů (obsah Na2O do 0,6 %)
- použití příměsí – popílek, metakaolin, mikrosilika
- neznečištěná záměsová voda
- přidání sloučenin lithia – sice vzniká lithný gel, ten ale neexpanduje

Po vzniku reakce:
- udržení betonu v suchém stavu (nemožné)
- nanášet lithné postřiky (nepronikají ale do hloubky)

Obecně je vždy nutné zvážit ekonomickou stránku opatření – není možné zakázat reaktivní kamenivo či přikázat nízkoalkalické cementy, náklady na výrobu betonu by pak byly značné. Nejlevněji vychází použití příměsí s pucolánovou aktivitou. Je paradoxní, že tyto příměsi obsahují reaktivní siliku – k reakci dojde, ale účinek alkálií se rozptýlí rovnoměrně a oslabí se tak reakční potenciál velkých zrn.

### Předpisy
V českém prostředí kontrolu kameniva pro vyloučení alkalicko-křemičité reakce vyžadují technické podmínky Ministerstva dopravy TP 137 – Vyloučení alkalické reakce kameniva v betonu na stavbách pozemních komunikací. Tyto technické podmínky vycházejí ze standardu ASTM 1260 C94.